# Yoldia
Yoldia – rodzaj małży morskich zaliczanych do podgromady pierwoskrzelnych. Należą tutaj gatunki żyjące na dnie w mule lub piasku na głębokości 20 do 200 metrów. Muszle tych małży mają kształt trójkątno-owalny. Do rodzaju Yoldia zaliczane są następujące gatunki:
- Yoldia amygdalea (Valenciennes, 1846)
- Yoldia beringiana (Dall, 1916)
- Yoldia cooperii (Gabb, 1865)
- Yoldia excavata
- Yoldia glacialis (Gray, 1828)
- Yoldia hyperborea (Gould, 1841)
- Yoldia limatula (Say, 1831)
- Yoldia martyria (Dall, 1897)
- Yoldia micrometrica (Sequenza, 1878)
- Yoldia myalis (Couthouy, 1838)
- Yoldia regularis  (A. E. Verrill, 1884)
- Yoldia sapotilla (Gould, 1841)
- Yoldia scissurata (Dall, 1897)
- Yoldia secunda (Dall, 1916)
- Yoldia seminuda (Dall, 1871)
- Yoldia solenoides (Dall, 1881)